# Iván Antónov
Iván Petróvich Antónov (en ruso: Ива́н Петро́вич Анто́нов; Gorbunovo, 7 de julio de 1920 – Leningrado, 22 de marzo de 1989) fue un francotirador soviético que combatió en las filas de la Armada Soviética durante la Segunda Guerra Mundial, en el transcurso de dicho conflicto mató personalmente a unos 360 soldados y oficiales enemigos. Fue galardonado con el título de Héroe de la Unión Soviética el 23 de febrero de 1943.

## Biografía
Antónov nació el 7 de julio de 1920 en la pequeña localidad rural de Gorbunovo —actualmente situada en el óblast de Tver en Rusia—, en el seno de una familia rusa de clase trabajadora. Después de completar el décimo grado en la escuela local, trabajó como gerente de un club en su pueblo natal antes de unirse a la Armada Soviética en 1941. Luego estudió en la Escuela Unida de Especialistas Júnior en Aviación.

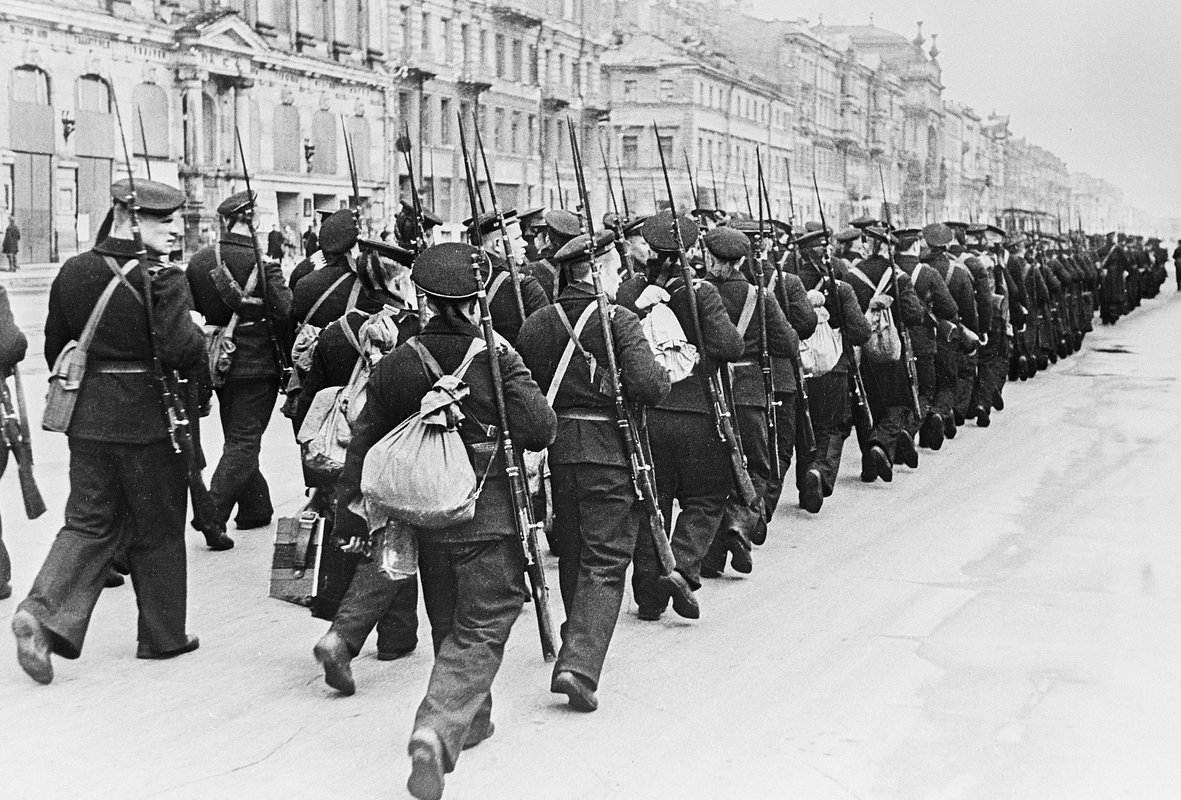
Marineros de la Flota del Báltico se dirigen al frente durante el sitio de Leningrado

Inmediatamente después de la invasión de la Alemania nazi a la Unión Soviética, luchó en la defensa de la principal base naval de la Flota del Báltico en Tallin. Tras la evacuación de la flota soviética de Tallin a Konstadt, como soldado de la 160.ª Compañía Independiente de Fusileros, luchó contra los alemanes en tierra, en el área de Nevskaya Dubrovka, donde había una batería naval pesada, en la que él era observador. Así mismo se convirtió en uno de los fundadores del movimiento de francotiradores en la Flota del Mar Báltico. Al principio de la guerra, en su tiempo libre fuera de servicio, participaba en cacerías de francotiradores y obtuvo su primera victoria como francotirador en enero de 1942. Para agosto de 1942, ya había matado a 118 soldados enemigos y, para finales de año, a más de 300 nazis. También entrenó a muchos otros francotiradores, que acabaron matando a más de 1000 nazis durante la guerra.
Tras ser condecorado con el título de Héroe de la Unión Soviética el 22 de febrero de 1943, continuó combatiendo, eliminando a unos 360 enemigos en total, incluidos veinte francotiradores. Luchó principalmente en los alrededores de Leningrado, durante el largo y sangriento cerco que sufrió la ciudad y resultó herido tres veces durante la guerra, pero siempre regresaba al combate tras recuperarse.
Permaneció en la marina después de la guerra, dejándola con el grado de teniente en 1953. Vivió en Leningrado, donde estudió en el Instituto de Comercio Soviético de Leningrado y antes de jubilarse trabajó como director de la base alimentaria Lengastronom. Falleció el 16 de marzo de 1989. En 2019, un dragaminas recibió su nombre.

## Condecoraciones
|  | Héroe de la Unión Soviética (22 de febrero de 1943)                                                    |
|  | Orden de Lenin (3 de septiembre de 1942 y 22 de febrero de 1943)                                       |
|  | Orden de la Guerra Patria de 1.er grado (11 de marzo de 1985)                                          |
|  | Medalla por el Servicio de Combate                                                                     |
|  | Medalla Conmemorativa por el Centenario del Natalicio de Lenin «Al valor militar»                      |
|  | Medalla por la Victoria sobre Alemania en la Gran Guerra Patria 1941-1945 (1945)                       |
|  | Medalla Conmemorativa del 20.º Aniversario de la Victoria en la Gran Guerra Patria de 1941-1945 (1965) |
|  | Medalla Conmemorativa del 30.º Aniversario de la Victoria en la Gran Guerra Patria de 1941-1945 (1975) |
|  | Medalla Conmemorativa del 40.º Aniversario de la Victoria en la Gran Guerra Patria de 1941-1945 (1985) |
|  | Medalla del 30.º Aniversario de las Fuerzas Armadas de la URSS                                         |
|  | Medalla del 40.º Aniversario de las Fuerzas Armadas de la URSS                                         |
|  | Medalla del 50.º Aniversario de las Fuerzas Armadas de la URSS                                         |
|  | Medalla del 60.º Aniversario de las Fuerzas Armadas de la URSS                                         |
|  | Medalla del 70.º Aniversario de las Fuerzas Armadas de la URSS                                         |